# Sporting CP (Basketball)
Der Sporting Clube de Portugal, auch bekannt als Sporting CP und Sporting Portugal (in Deutschland auch: Sporting Lissabon), ist die Basketballabteilung des Sporting CP.

## Erfolge
- Portugiesischer Meister (8)

1953/54, 1955/56, 1959/60, 1968/69, 1975/76, 1977/78, 1980/81, 1981/82.
- Portugiesischer Pokalsieger (5)

1954/55, 1974/75, 1975/76, 1977/78, 1979/80.

## Aktueller Kader
| Nr. | Nat.               | Name              | Position | Geburt     | Größe  |
| --- | ------------------ | ----------------- | -------- | ---------- | ------ |
| 0   | Vereinigte Staaten | Travante Williams | Forward  | 26.07.1993 | 197 cm |
| 1   | Portugal           | Francisco Amiel   | Guard    | 20.01.1996 | 188 cm |
| 3   | Portugal           | Jorge Embaló      | Forward  | 20.07.1999 | 194 cm |
| 4   | Vereinigte Staaten | Brandon Nazione   | Forward  | 31.03.1994 | 203 cm |
| 6   | Nigeria            | Abdul-Malik Abu   | Center   | 16.09.1995 | 203 cm |
| 7   | Portugal           | Cândido Sá        | Center   | 07.11.1992 | 206 cm |
| 8   | Mosambik           | Jeremias Manjate  | Center   | 11.11.1998 | 203 cm |
| 9   | Portugal           | Diogo Ventura     | Guard    | 24.06.1994 | 194 cm |
| 11  | Portugal           | André Cruz        | Guard    | 23.04.2002 | 192 cm |
| 13  | Angola             | João Fernandes    | Forward  | 01.12.1992 | 200 cm |
| 17  | Portugal           | Cláudio Fonseca   | Center   | 22.01.1989 | 208 cm |
| 20  | Portugal           | Diogo Araújo      | Forward  | 16.04.1997 | 199 cm |
| 21  | Portugal           | Pedro Catarino    | Guard    | 20.10.1990 | 184 cm |
| 23  | Vereinigte Staaten | Demetric Austin   | Forward  | 18.05.1993 | 201 cm |
| 32  | Vereinigte Staaten | Ty Toney          | Guard    | 27.11.1994 | 191 cm |
| 34  | Vereinigte Staaten | James Ellisor     | Guard    | 09.03.1990 | 195 cm |

| Nat.      | Name              | Position    |
| --------- | ----------------- | ----------- |
| Portugal  | Luís Magalhães    | Cheftrainer |
| Portugal  | António Paulo     | Co-Trainer  |
| Brasilien | Flávio Nascimento | Co-Trainer  |